# Tabanera de Cerrato (kommunhuvudort)
Tabanera de Cerrato är en kommunhuvudort i Spanien.   Den ligger i provinsen Provincia de Palencia och regionen Kastilien och Leon, i den centrala delen av landet, 180 km norr om huvudstaden Madrid. Tabanera de Cerrato ligger 841 meter över havet och antalet invånare är 140.
Terrängen runt Tabanera de Cerrato är huvudsakligen platt, men västerut är den kuperad. Runt Tabanera de Cerrato är det mycket glesbefolkat, med 7 invånare per kvadratkilometer. Närmaste större samhälle är Baltanás, 14,0 km sydväst om Tabanera de Cerrato. Trakten runt Tabanera de Cerrato består till största delen av jordbruksmark.